# Ernst Vettori
Ernst Vettori (* 25. Juni 1964 in Hall in Tirol) ist ein ehemaliger österreichischer Skispringer. Er war Olympiasieger und Sieger der Vierschanzentournee, mit der Mannschaft auch Weltmeister.

## Werdegang
1982 wurde der in Absam lebende 18-jährige Ernst Vettori Juniorenweltmeister. Er war zweimal Sieger der Vierschanzentournee (1985/86 und 1986/87) und Olympiasieger 1992 im Skispringen auf der Normalschanze in Albertville. Während seiner Laufbahn als Spitzensportler konnte er 15 Weltcupsiege erringen.
Zudem wurde Vettori bei den Nordischen Skiweltmeisterschaften 1991 in Predazzo Weltmeister im Mannschaftsbewerb mit Heinz Kuttin, Andreas Felder und Stefan Horngacher. Im selben Jahr wurde er mit der Holmenkollen-Medaille geehrt. Bei den Olympischen Winterspielen 1992 in Albertville errang er im Mannschaftsbewerb die Silbermedaille. Bei Nordischen Skiweltmeisterschaften gewann er noch drei weitere Medaillen mit dem Team (Silber 1985, Bronze 1987 und Bronze 1993) sowie 1987 eine Bronzemedaille von der Großschanze.
Mit 142 Top-Ten-Platzierungen bei Skisprunggroßveranstaltungen von 1981 bis 1994 setzte er in den 1980er Jahren bis weit hinein in die 1990er Jahre zusammen mit seinem „Zwilling“ Andreas Felder die großen Erfolge des österreichischen Skisprungwunderteams fort, das Baldur Preiml in den 1970er Jahren ausgeformt hatte. Wie Andreas Felder gelang auch Ernst Vettori Anfang der 1990er Jahre der Umstieg vom klassischen Stil (Parallelstil) auf den V-Stil. Er hat mit beiden Stilen Siege errungen.
Von 1995 bis 1999 war Vettori an der Seite von Dirk Thiele Co-Kommentator bei Skisprungübertragungen auf Eurosport, dann trat er eine Stelle als Marketingleiter Nordisch im Österreichischen Skiverband an.
Im März 2010 wurde bekannt, dass Vettori Nachfolger von Toni Innauer auf dem Posten des ÖSV-Sportdirektors wird. Am 3. April 2018 wurde Mario Stecher als Nachfolger von Vettori vorgestellt.

## Privates
Ernst Vettori ist mit der ehemaligen österreichischen Skirennläuferin und Juniorenweltmeisterin Sieglinde Winkler verheiratet und Vater von zwei Kindern: Sohn Nils war Kombinierer, Tochter Marion ist Sprungrichterin.

## Erfolge

### Weltcupsiege im Einzel
| Nr. | Datum             | Ort            | Typ           |
| --- | ----------------- | -------------- | ------------- |
| 1.  | 30. Dezember 1984 | Oberstdorf     | Großschanze   |
| 2.  | 13. Februar 1985  | St. Moritz     | Normalschanze |
| 3.  | 6. Jänner 1986    | Bischofshofen  | Großschanze   |
| 4.  | 19. Jänner 1986   | Oberwiesenthal | Normalschanze |
| 5.  | 21. Februar 1986  | Gstaad         | Normalschanze |
| 6.  | 16. März 1986     | Oslo           | Großschanze   |
| 7.  | 23. März 1986     | Planica        | Großschanze   |
| 8.  | 14. Dezember 1986 | Lake Placid    | Großschanze   |
| 9.  | 15. Jänner 1987   | Oberwiesenthal | Normalschanze |
| 10. | 17. Jänner 1988   | Gallio         | Normalschanze |
| 11. | 9. Dezember 1989  | Lake Placid    | Großschanze   |
| 12. | 16. Dezember 1989 | Sapporo        | Normalschanze |
| 13. | 17. März 1991     | Oslo           | Großschanze   |
| 14. | 2. Dezember 1991  | Thunder Bay    | Großschanze   |
| 15. | 4. März 1992      | Falun          | Normalschanze |

### Weltcupsiege im Team
| Nr. | Datum           | Ort      | Typ         |
| --- | --------------- | -------- | ----------- |
| 1.  | 12. Jänner 1992 | Predazzo | Großschanze |
| 2.  | 24. Jänner 1993 | Predazzo | Großschanze |

### Weltcup-Platzierungen
| Saison  | Platz | Punkte |
| ------- | ----- | ------ |
| 1980/81 | 26.   | 030    |
| 1981/82 | 24.   | 041    |
| 1982/83 | 13.   | 086    |
| 1983/84 | 18.   | 045    |
| 1984/85 | 03.   | 176    |
| 1985/86 | 02.   | 232    |
| 1986/87 | 02.   | 192    |
| 1987/88 | 05.   | 114    |
| 1988/89 | 08.   | 125    |
| 1989/90 | 02.   | 239    |
| 1990/91 | 09.   | 139    |
| 1991/92 | 04.   | 205    |
| 1992/93 | 23.   | 030    |
| 1993/94 | 39.   | 081    |

### Schanzenrekorde
| Ort        | Land        | Weite               | aufgestellt am    | Rekord bis        |
| ---------- | ----------- | ------------------- | ----------------- | ----------------- |
| Oberstdorf | Deutschland | 116,0 m (HS: 137 m) | 30. Dezember 1984 | 30. Dezember 1987 |
| Innsbruck  | Österreich  | 112,0 m (HS: 130 m) | 4. Jänner 1987    | 4. Jänner 1994    |

## Weitere Resultate
- 3. August 1986: Rang 2 hinter Thomas Klauser und vor Schanzenrekordhalter Primoz Ulaga beim Mattenspringen auf der Kälbersteinschanze in Berchtesgaden.[4][5]
- 31. August 1986: Rang 2 hinter Andreas Felder und vor Jens Weißflog beim Mattenspringen in Hinterzarten.[6]

## Auszeichnungen
- 1992: Goldenes Ehrenzeichen für Verdienste um die Republik Österreich